# Operation U-gō
Japanische Eroberung 1941/42

Bilin – Sittang – Pegu (Taukkyan) – Rangun – Yunnan-Burma-Straße (u.a. Tachiao – Oktwin – Toungoo – Yenangyaung – Lashio I)
1942/43

Burma-Kampagne 1942–1943

Arakan I – The Hump – Chindits
1944

Schlacht um Nordburma und West-Yunnan 1943–1945

Burma-Kampagne 1944

Arakan II – Ha-gō – Lashio II – Sangshak – Myitkyina – U-gō (Imphal – Kohima – Tennisplatz) – Mogaung – Song shan/Huitong-Brücke – Dan-gō
1944/45

Burma-Kampagne 1944–1945

Bhamo – Arakan III (Kangaw und Höhe 170 – Ramree) – Meiktila/Mandalay – Pakokku – Lashio III – Tanlwe Chaung – Operation Dracula – Sittang
Die Operation U-gō (japanisch ウ 号 作 戦) wurde im Frühjahr 1944 von den Japanern gegen die Britisch-Indische Armee während des Burmafeldzuges im Zweiten Weltkrieg geführt. Die am 8. März 1944 begonnene Offensive fand in den nordöstlichen indischen Regionen Manipur und in den Naga Hills (Teil der Provinz Assam) statt. Ziel war es, die dort laufenden alliierten Versorgungswege aus Britisch-Indien abzuschneiden, welche die alliierten Streitkräfte in Assam versorgten und Nachschub nach China brachten. Die Offensive gipfelte in einer Doppelschlacht (Schlacht um Imphal und Schlacht um Kohima), wo die Japaner und die mit Japan verbündete Indische Nationalarmee bis Ende Juni unter schweren Verlusten zurückgeschlagen wurden. Der Anmarsch und die Kämpfe fanden großteils im schwer zugänglichen Dschungelgebiet von Nordburma statt.

## Vorgeschichte
Mitte 1943 wurde die japanische Befehlsorganisation in Burma neu organisiert. Der bisherige General Iida Shōjirō wurde nach Japan abberufen und ein neues Hauptquartier für die Regionalarmee Burma unter Generalleutnant Kawabe Masakazu aufgestellt.
Nach einem Kriegsrat am 23. Dezember 1943 wurde durch Feldmarschall Hisaichi Terauchi, dem Oberbefehlshaber der japanischen Südarmee in Singapur, ein neuer Angriffsplan gegen Britisch-Indien genehmigt. Generalleutnant Kawabe wurde die Operation U-gō in Nordburma übertragen. Für den Angriff, der im Grenzraum zur Provinz Assam vorgesehen war, wurde die japanische 15. Armee unter General Mutaguchi Renya bestimmt. General Mutaguchi befürwortete mit Nachdruck diese Invasion und erteilte fünf Infanteriedivisionen den Befehl, die indische Grenze zu überquerten. Der Kommandeur der japanischen 5. Luftwaffendivision, Generalleutnant Tazu hatte jedoch kein Vertrauen zu dem geplanten Angriffsplan und befürchtete zurecht die Gegenoperation der Chindits, die als Guerillatruppen nach Luftlandungen hinter den Linien operierten und den Nachschub bedrohten.
Im August 1943 wurde von den Briten und Chinesen das Südostasien-Kommando (SEAC) aufgestellt, dessen Leitung Ende 1943 von Lord Louis Mountbatten übernommen wurde. Die britischen Bodentruppen wurden kontinuierlich verstärkt und im Rahmen der im Oktober 1943 aufgestellten 14. Armee unter den Oberbefehl von General William Slim gestellt. In Ledo befand sich das Hauptquartier des überwiegend aus chinesischen Truppen gebildeten und durch den US General Joseph Stilwell geführten Northern Combat Area Command, das Ende 1943 mit eigenen Angriffen in Zentralburma beginnen wollte. Über seinen militärischen Nachrichtendienst hatte Generalleutnant Geoffry Scoones, der Kommandeur des britisch-indischen IV. Corps, von den allgemeinen Angriffsabsichten der Japaner erfahren und erhielt sofort vom Armeeoberkommando der 14. Armee Verstärkungen zugesagt.

## Angriffsplanung der Japaner

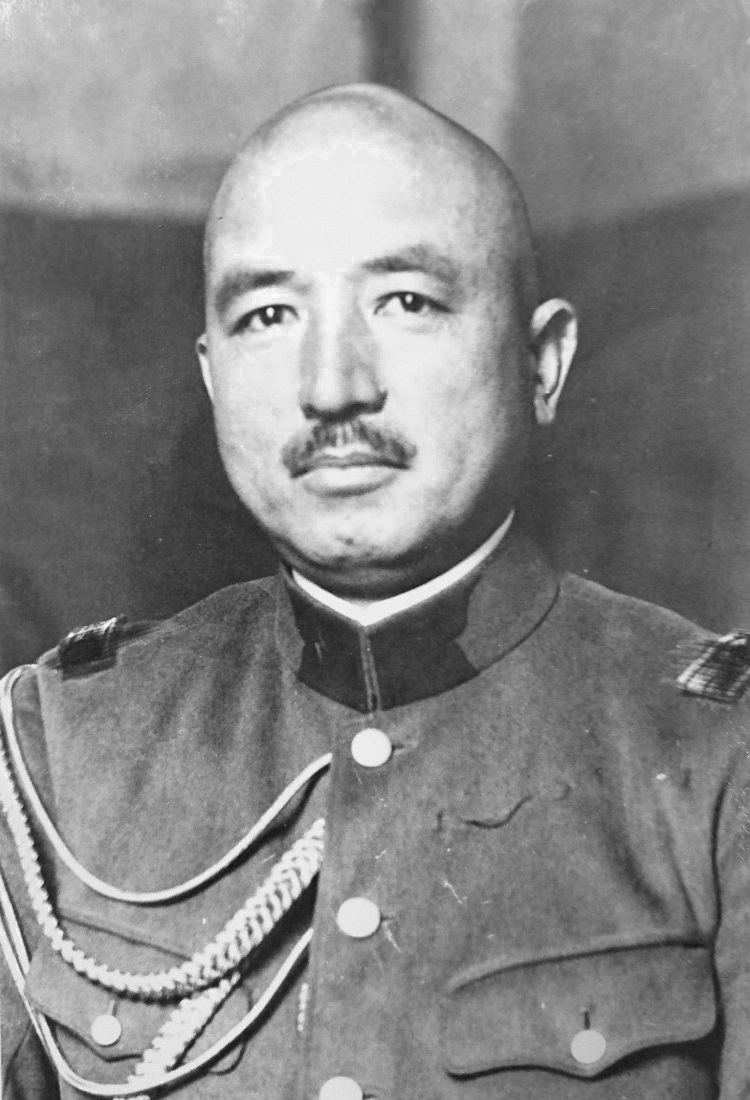
General Mutaguchi Renya

General Sakurai, Befehlshaber der 28. Armee befahl der 55. Division (Generalmajor Hanaya) Anfang Februar einen Ablenkungsangriff in Arakan, die Operation Ha-gō (5. und 23. Februar 1944) zu starten. Dieser Angriff sollte die alliierten Reserven aus Assam abziehen und den Eindruck erwecken, dass die Japaner in Richtung Chittagong angreifen würden. Bis Ende Februar 1944 wurden von den Alliierten 6 Divisionen, eine Fallschirmjägerbrigade und eine Kommandobrigade in das Arakan-Gebiet verlegt, diese Kräfte konnten Hanayas Offensive überall erfolgreich abschlagen.
Die japanische 15. Armee plante den Hauptangriff nach Manipur in der ersten Märzwoche zu starten. Das gegenüberliegende britisch-indische IV. Armeekorps war auf einer 320 Kilometer langen Frontlinie von Tiddim nordwärts über Imphal auf Kohima verteilt, die etwa parallel zum Chindwin verlief. Drei japanische Divisionen sollten die alliierten Einheiten aus ihren vorderen Positionen vertreiben und auf Imphal zurückwerfen. Ein weiteres Ziel der Japaner war es mit Hilfe der Indischen Nationalarmee unter Chandra Bose politischen Druck auf die antibritischen Gruppen in Indien ausüben, um diese zu Sabotageakten gegen die Briten zu verleiten.
Die japanische 33. Division unter Generalleutnant Motoso Yanagida hatte die 17. indische Division bei Tiddim zu umgehen und dann Imphal von Süden her zu bedrohen. Die japanische 15. Division unter Generalmajor Tsunoru Yamauchi hatte die 20. indische Division bei Tamu anzugreifen und Imphal aus dem Osten her einzunehmen. Die Truppen General Yamauchis wurde vom 14. Panzer-Regiment unterstützt, das mit 66 Panzern unter Oberstleutnant Nobuo Ueda und dem 3. schweren Artillerie-Regiment unter Oberstleutnant Kazuo Mitsui unterstützt wurde. In einer späteren Phase hatte die japanische 31. Division unter Generalleutnant Satō Kōtoku die Besetzung Kohimas auf der Straße Imphal-Dimapur anzustreben. Einheiten der 1. national-indischen Division deckten die linke Flanke der japanischen 33. Division. Die Spezial Services Gruppe Bahadur fungierte als Pfadfinder und wurde beauftragt durch die britischen Linien zu infiltrieren, um die Einheiten der britischen indischen Armee zu zersetzen. In einer separaten Nebenoperation hatte die 31. Division Imphal zu umfassen, um die alliierte Versorgungsbasis im Brahmaputra-Tal und Dimapur zu besetzen. Aufgrund der Beharrlichkeit von Chandra Bose wurden die im Raum Rangun konzentrierten zwei Brigaden der indischen Nationalen Armee (etwa 7.000 Mann) den Angriffen bei Imphal zugeteilt. Wichtigstes Ziel war die Kontrolle über den Grenzort Kohima, welche auf einem 1.200 Meter hohen Pass zwischen Dimapur und Imphal lag.

## Alliierte Pläne

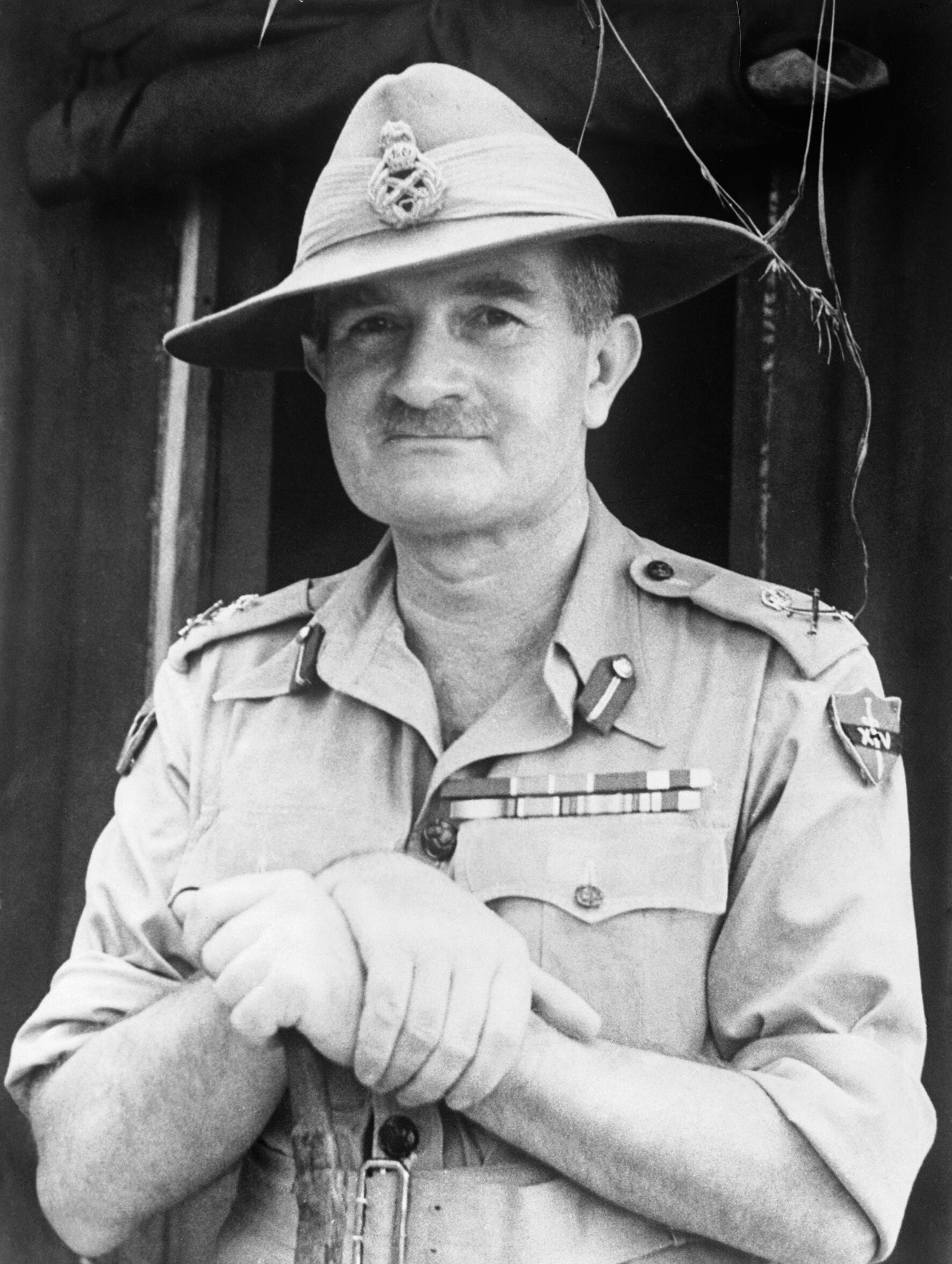
William Joseph Slim

Die Alliierten wollten eine eigene Offensive Anfang 1944 beginnen. Die militärischen Befehlshaber in Assam und Arakan waren bestrebt, die Gesundheit, Ausbildung und Moral der Einheiten der 14. Armee zu verbessern. Besonders bei der Kommunikation, der Verwaltung im Hinterland und vor allem bei der Versorgung mit frischen Rationen und Medikamenten wurden diese Bestrebungen großteils erfolgreich. Die Alliierten hatten Methoden entwickelt, um der japanischen Taktik, die mit beweglichen umfassenden Kampfgruppen operierte, erfolgreich entgegenzuwirken. Insbesondere die Abhängigkeit der Japaner von ihren Nachschublinien wurde erkannt und diese durch gezielte Kommandounternehmen der Chindits empfindlich gestört. Das britische indische XV. Korps unter Generalleutnant Philip A. Christison ging in der Küsten-Provinz Arakan voran, während das britische IV. Korps unter General Geoffrey Sconnes zwischen Tamu und Tiddim zum Chindwin vorgeschoben wurde. Diese beiden Divisionen waren weit voneinander getrennt und daher anfällig für feindliche Angriffe.
Das britisch-indische IV. und XXXIII. Korps zählte mit den Versorgungstruppen fast 120.000 Mann und 120 Panzer. Auf der Gegenseite verfügte die japanische 15. Armee über 84.280 Japaner und 7.000 Inder. General Mutagutchi leitete die Gesamtoperationen aus seinem Hauptquartier von Maymyo aus, einem Städtchen, das 300 Kilometer östlich der Front lag. General Giffard, der Oberbefehlshaber der britischen 11. Heeresgruppe in Nordindien, befahl der 14. Armee, ihre Truppen aus dem Arakan-Gebirge schnellstens in den bedrohten Raum zu verlegen.

### Beteiligte Kräfte der 14. Armee
IV. Corps (Generalleutnant Geoffry Scoones)
- Indian 7th Infantry Division (Geoffrey Charles Evans)
- Indian 17th Infantry Division (David Tennant Cowan)
- Indian 20th Infantry Division (Douglas Gracey)
- Indian 23rd Infantry Division (Ouvry Lindfield Roberts)
- 50. Fallschirmjäger-Brigade (M. R. Hope-Thompson)
- indische 254. Panzerbrigade

XXXIII. Corps (Generalleutnant Sir Montagu Stopford)
- British 2nd Infantry Division (John Grover später Major-General Cameron Nicholson)
- Indian 5th Infantry Division (Harold Rawdon Briggs)
- Indian 19th Infantry Division (Thomas Wynford Rees)
- 50. Panzerbrigade

3 Chindits-Brigaden (Generalmajor Orde Wingate ab 24. März Brig. Gen. Walter Lentaigne)
- 14., 16. und 23. Brigade (Thomas Brodie, Bernard Fergusson, Lancelot Perowne)

## Das Unternehmen

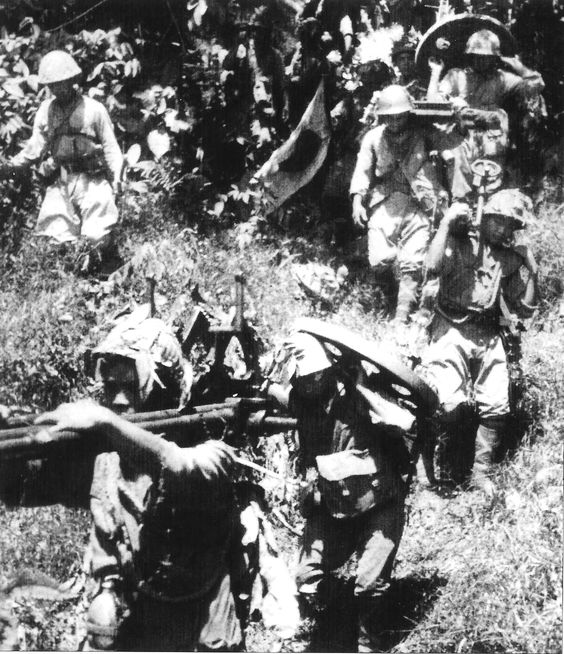
Soldaten der japanischen 15. Armee tragen ein Typ 92 Bataillonsgeschütz durch den Dschungel, März/April 1944.

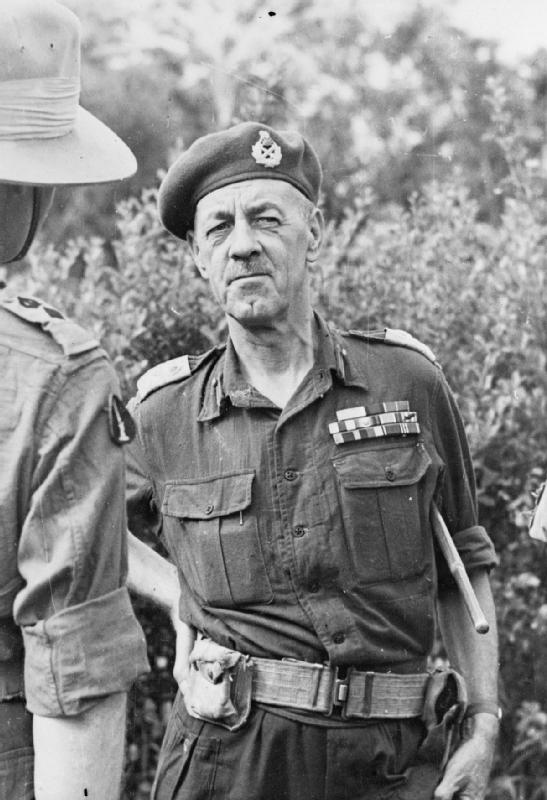
Geoffry Scoones

Bereits in der Nacht vom 7. auf den 8. März 1944 begann die japanische 33. Division unter General Yanagida aus den Brückenkopf am Grenzfluss Chindwin bei Kalewa den Angriff. Das japanische 214. Regiment marschierte weiter nach Tongzang, während im Süden das 215. Regiment über Fort White den Manipur-Abschnitt überschritt. Die Front der britisch-indischen 17. Division (General D. T. Cowan) zwischen Tiddim und Tongzang wurde in wenigen Tagen durchbrochen und ab 13. März westlich des Manipur nordwärts auf Imphal zurückgedrängt. Dort versuchten die Japaner die Ost-West-Verbindung von Bishnupur nach Silchar zu unterbrechen. Eine separate Kampfgruppe unter General T. Yamamoto wurde von Kalemyo durch das Kabawtal dirigiert, schwenkte dann nordwärts um die Wege für den Nachschub der 15. Division freizumachen. Die britisch-indische 20. Division (Generalmajor Gracey), wurde dabei südlich von Palel und bei Tamu konzentriert und zum Rückzug auf Imphal gezwungen. Die japanische 31. Division hatte die Aufgabe, aus den Orten Homalin und Tamanthi über 110 bis 160 Kilometer lange Fußpfaden und mehrere Bergrücken ins Nagaland vorzugehen. Die britisch-indische 23. Division (Generalmajor Roberts) fungierte südwestlich von Imphal als Reserve des bedrohten IV. Corps. In Imphal wurde zusätzlich die 50. Fallschirmjäger-Brigade unter Brigadegeneral M. R. Hope-Thompson eingeflogen und auf Ukhrul vorgeschoben, zwei Brigaden der indischen 15. Division folgten auf gleichem Wege nach Imphal. General Sconnes warf Einheiten der indischen 23. Division nach Torbung und deckte durch Gegenangriffe seiner Panzerabteilungen den Rückzug der Gurkha-Regimenter der 17. Division. Am 11. März erreichte derweil die Kampfgruppe Yamamoto mit wenigen Panzern die Gefechtslinie der britisch-indischen 20. Division bei Maw und Witok. General Gracey zog seine Verbände südlich von Palel auf die Hochebene von Schenam zurück, verschanzte seine Einheiten am sogenannten „Nippon-Hügel“ und ließ sich umgehen und einschließen.
Am 15. März begann weiter nordöstlich am Oberlauf des Chindwin auch die Offensive der japanischen 15. und 31. Division zwischen Sittaung und Paungbyin und drang schnell in Richtung Ukhrul vor. Die 31. Division unter Generalleutnant Sato hatte Befehl den Oberlauf des Chindwin bei Homalin und Tamanthi zu überqueren und danach über eine Gebirgskette nach Jessami auf Imphal vorzurücken. Bereits in der Nacht zum 16. März konnte im Mittelabschnitt die 15. Division unter Generalleutnant Masafumi Yamauchi die Vereinigung mit der von Süden herankommenden Kampfgruppe Yamamoto herstellen.
Der linke Flügel der 31. Division, die Kampfgruppe des Generalmajor Miyazaki Shigesaburō, die auf Ukhrul vorging, geriet am 19. März bei Sheldons Corner und am 22. März in der Schlacht um Sangshak ins Gefecht mit der indischen 50. Fallschirm-Brigade, die dabei fast vollständig zersprengt wurde. Die Kampfgruppe Miyazaki erreichte bis 27. März Maram, errichtete dort eine Straßensperre und blockierte den Weg nach Kohima ab. Das 58. Regiment der japanischen 31. Division besetzte am 1. April Jessami, nachdem das schwache alliierte Assam-Detachement zerschlagen worden war.

### Schlacht um Kohima und Imphal

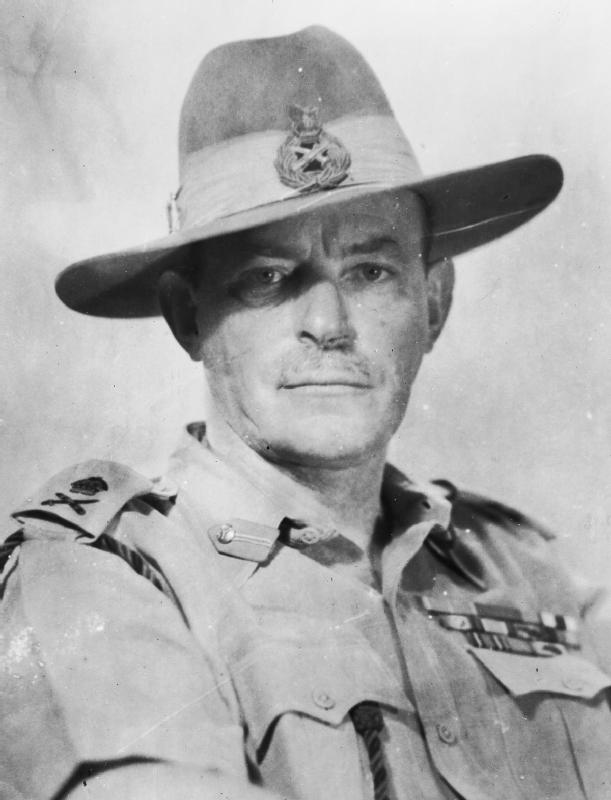
Montagu Stopford

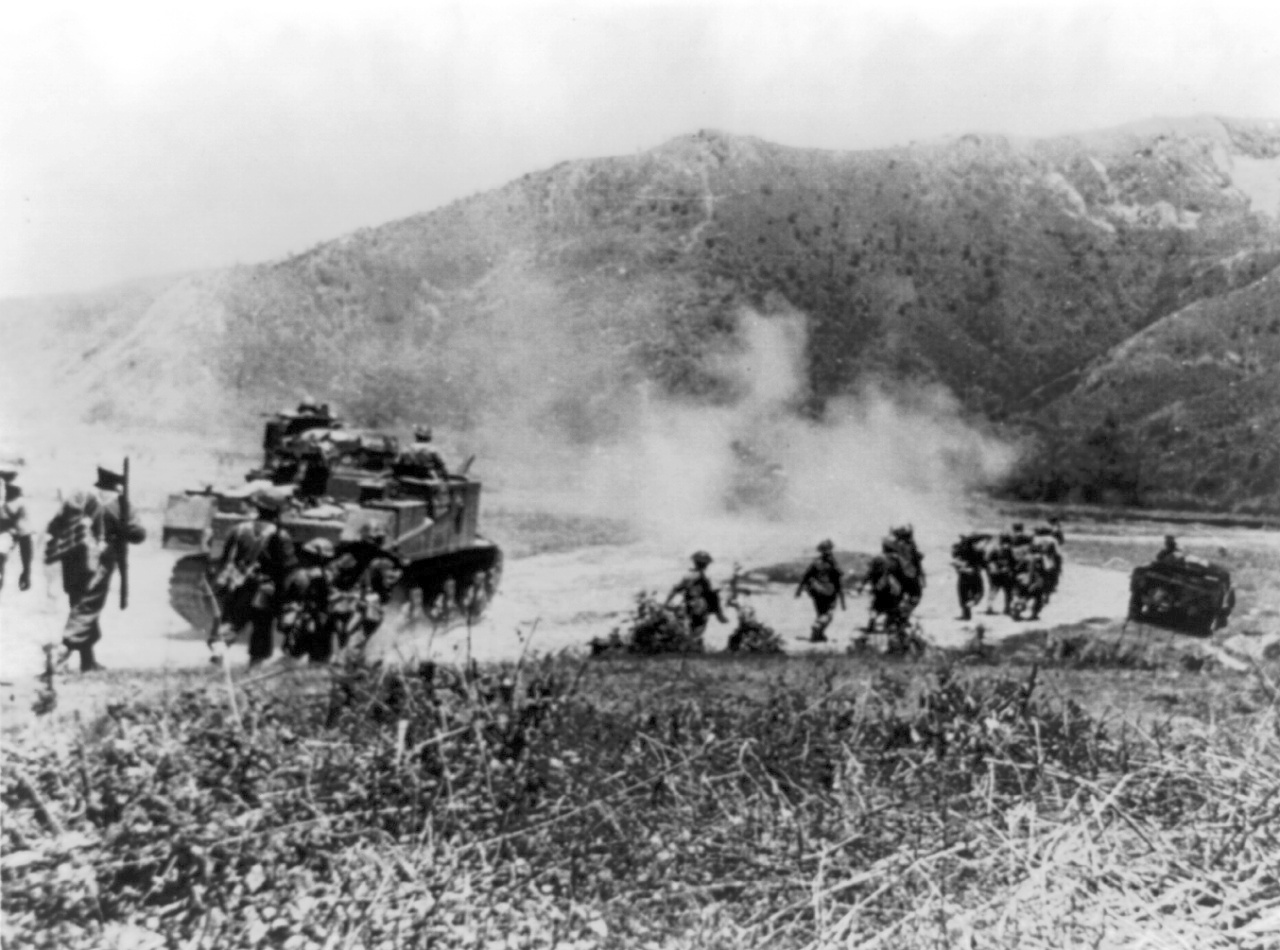
Gurkhatruppen bei Imphal

General Slim ließ nach dem japanischen Angriff ab 19. März die indische 5. Division (Generalmajor H. R. Briggs) als Verstärkung aus dem Arakangebiet nach Kohima einfliegen. Das Oberkommando im Abschnitt Dimapur übernahm das neu herangeführte XXXIII. Corps unter General Montagu Stopford. Hier sollte die wichtige Nachschublinie nach Norden unbedingt gehalten werden. Als Rückhalt war bereits die britische 2. Division (Generalmajor Grover) verfügbar, die indische 7. Division wurde als Verstärkung erwartet. Der bedrohte Verkehrsknoten Imphal wurde durch die indische 20. und 23. Division sowie die 161. Brigade (Brig. General Warren) verteidigt.
Am 4. April erreichten die ersten Truppen der von Marsch und Kämpfen erschöpften 31. Division Kohima, das bis 7. April vollständig eingeschlossen wurde. Die alliierten Truppen festigten eiligst ihre Stellungen auf dem Höhenkamm der Naga Hills. Die Japaner begannen mit ihren leichten Gebirgsgeschützen sofort mit der Beschießung. Bis zum 16. April versuchten die Japaner, den Bergrücken bei Kohima zu erobern, eine Höhenstellung, welche die Straße von Dimapur nach Imphal beherrschte, von der die Versorgung des IV. Corps abhing.
Am 14. April warf ein Gegenstoß der britischen 2. Division die japanische Vorhut bei Zubza zurück und entsetzte die bei Jotsoma von den Japanern eingeschlossene 161. Brigade. Danach umging die 4. Brigade die japanischen Stellungen im Süden und drang bis Ende April von Süden her gegen Kohima vor, wurde aber zunächst vor den Höhen von Aradura gestoppt. Bis zum 17. April konnte die japanische 31. Division den Ring um Kohima enger ziehen, obwohl die eigene Versorgung nicht mehr gewährleistet war. Der erlahmende japanische Angriff ermöglichte es den Briten, am 18. April Nachschub und Entsatz nach Kohima zu bringen – darunter auch einige Lee Grant Panzer. Ab 20. April konnte sich die britische 2. Division mit den Verteidigern vereinen. Am 23. April befahl Satō in einer letzten verzweifelten Anstrengung, Kohima einzunehmen, die jedoch scheiterte. Ab Ende April 1944 marschierte die 23. Chindits-Brigade quer durch alle Verbindungswege der Japaner und schwächten deren Kampfkraft vor Kohima zusehends.
Zwischen 18. April und 30. Juni wurden die isolierten Truppen unter General Sconnes durch die alliierte 14. Luftflotte (Generalleutnant Claire Chennault) bei 29.660 Flügen mit der eingeflogenen indischen 5. und 7. Division verstärkt und mit Nachschub versorgt, gleichzeitig wurden in dieser Zeit beim Rückflug etwa 13.000 Verwundete und 43.000 Mann nicht kampffähiges Versorgungspersonal ausgeflogen. Mitte Mai begann auch das IV. Corps aus dem Raum Imphal mit der indischen 5. Division eine Gegenoffensive, die nach Norden drängte, um sich mit der Truppen zu verbinden, die General Stopford von Kohima nach Süden ansetzte. Nördlich Kohima begann am 28. April zusätzlich eine nördliche Umfassung der japanischen Verteidigungslinie durch die 5. Brigade der britischen 2. Division, welche am 3. Mai Merema nahm und gegen die südlicher beim Dorf Naga liegenden Höhen durchbrach. Zwischen 15. und 31. Mai wurden alle alliierten Angriffe bei Naga von den Japanern erfolgreich abgeschlagen. Am 1. Juni gelang dann Teilen der in diesem Abschnitt nachgezogenen indischen 7. Division der Durchbruch nach Süden. Dieser Erfolg ermöglichte es der 5. Brigade, die starke gegnerische Position auf den Höhen nördlich Aradura zu umgehen und die japanische Front aufzurollen. Am 31. Mai zog Satō seine auf 8.000 Mann zusammengeschrumpfte 31. Division von Kohima ab und ordnete den Rückzug an.
Um Imphal wüteten die Kämpfe derweil weiter. Obwohl die alliierten Fortschritte nur langsam vorankamen, musste auch die bei Ukhrul kämpfende japanische 15. Division wegen ihrer katastrophalen Versorgungslage zurückgehen. Die indische 19. Division hatte sich dem Vorgehen der britischen 2. Division angeschlossen. Gleichzeitig konnte die weiter südlicher operierende japanische 33. Division (jetzt unter General Nobuo Tanaka) zurückgedrängt werden.
Die japanische Kampfgruppe Miyazaki verblieb mit 750 Mann zurück, um die Straße weiterhin zu blockieren. Der britischen 2. Division (jetzt unter Generalleutnant Nicholson) gelang es schließlich, die Straße von Kohima nach Imphal am 22. Juni wieder zu öffnen und die Belagerung von Imphal aufzuheben. General Mutaguchi befahl neue Angriffe, aber Ende Juni war es klar, dass die aushungerten und erkrankten japanischen Formationen nicht mehr effektiv einsetzbar waren. Als Mutaguchi erkannte, dass keine seiner Verbände mehr zum Angriff fähig war, ließ er am 3. Juli das Unternehmen abbrechen. Am 8. Juli erhielten die Japaner den Befehl zum Rückzug aus dem Manipur-Abschnitt nach Burma.

## Ergebnis

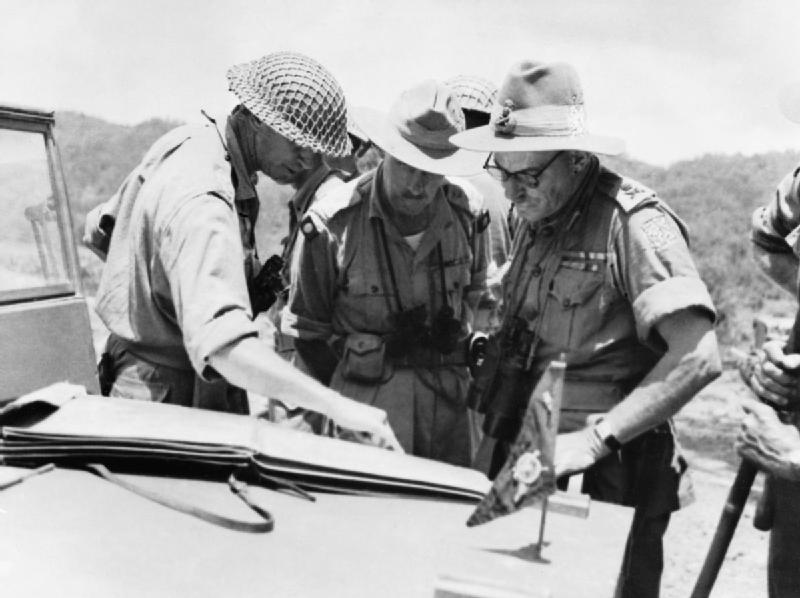
Generalleutnant Montagu Stopford (rechts) konferiert nach der Öffnung der Straße Imphal-Kohima mit Generalmajor John Grover (Kommandeur der britischen 2. Division, links) und Brigadegeneral Joseph Salomons (Kommandeur der 9. indischen Brigade, Mitte)

Die Niederlage bei Kohima und Imphal war bis zu dieser Zeit eine der größten Niederlagen in der japanischen Geschichte. Der Sieg wäre nicht ohne die absolute Luftherrschaft der Alliierten möglich gewesen. Die britischen und indischen Streitkräfte hatten 16.987 Mann an Toten, Vermissten und Verwundeten verloren. Die Japaner hatten Verluste von etwa 53.000 Mann, darunter 13.376 Tote. Die meisten dieser Verluste entstanden durch Hunger, Krankheit und Erschöpfung. Die Niederlage führte zu Befehlsänderungen innerhalb der japanischen Armee in Burma. General Mutaguchi hatte während der Operationen mehrere seiner Divisionskommandeure abgelöst, bevor er am 30. August selbst entlassen wurde. General Kawabe, dessen Gesundheit angeschlagen war, wurde ebenfalls von seinem Posten abberufen. Am 5. Juli wurde Generalleutnant Satō durch Generalleutnant Kawada Tsuchitarō abgelöst. Viele der leitenden Stabsoffiziere aus dem Hauptquartier der 15. Armee und der Regionalarmee Burma wurden als neue Divisions- oder Regimentsbefehlshaber eingesetzt.